# Tantang (häradshuvudort i Kina, Guangxi Zhuangzu Zizhiqu, lat 23,14, long 109,41)
Tantang (kinesiska: 覃塘, 覃塘镇) är en häradshuvudort i Kina. Den ligger i den autonoma regionen Guangxi, i den södra delen av landet, omkring 120 kilometer öster om regionhuvudstaden Nanning. Antalet invånare är 64 310. Befolkningen består av 31 741 kvinnor och 32 569 män. Barn under 15 år utgör 25,0 %, vuxna 15-64 år 65 %, och äldre över 65 år 8,0 %.
Runt Tantang är det tätbefolkat, med 397 invånare per kvadratkilometer. Det finns inga andra samhällen i närheten. Omgivningarna runt Tantang är en mosaik av jordbruksmark och naturlig växtlighet.
Genomsnittlig årsnederbörd är 2 090 millimeter. Den regnigaste månaden är juni, med i genomsnitt 346 mm nederbörd, och den torraste är januari, med 46 mm nederbörd.